# Windhoek
Windhoek (/ˈvɪnthʊk/, in tedesco anche Windhuk; in herero Otjomuise) è la capitale della Namibia.
Importante centro per il commercio delle pelli di pecora, Windhoek era in origine residenza di un capo Nama che sconfisse gli abitanti Herero della regione nel XIX secolo. La Germania occupò la regione nel 1885, e la città divenne sede del governo coloniale nel 1892, come capitale della colonia dell'Africa Tedesca del Sud-Ovest. Durante la prima guerra mondiale Windhoek venne occupata dalle truppe sudafricane.

## Storia

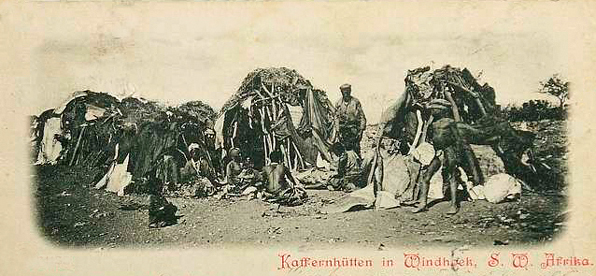
Windhoek alla fine del diciannovesimo secolo

La città di Windhoek è tradizionalmente conosciuta con due nomi: Ai-Gams per i Nama (il nome fa riferimento alle sorgenti calde che un tempo facevano parte della città) e Otjomuise (che significa "posto del vapore") per gli Herero.
I primi insediamenti a Windhoek si devono all'acqua delle sue sorgenti calde. A metà dell'Ottocento il Capitano Jan Jonker Afrikaner si insediò vicino a una delle principali sorgenti calde, situata nell'odierna Klein-Windhoek, un sobborgo ricco della città.
Ci sono diverse teorie su come Ai-Gams/Otjomuise ottenne il suo nome attuale. La maggioranza ritiene che Windhoek derivi dal termine Afrikaans Wind-Hoek, che significa "angolo ventoso". Si pensa anche che gli Afrikaner diedero il nome alla città ispirandosi ai monti Winterhoek, a Tulbagh in Sudafrica, da dove provenivano i primi coloni Afrikaner. In quei giorni Windhoek era il punto di contatto tra i Nama guidati da Jan Jonker Afrikaner e gli Herero.
A Windhoek, gli Afrikaner costruirono una chiesa in pietra da 500 posti, che venne usata anche come scuola. Due missionari renani, Hugo Hahn e Heinrich Kleinschmidt, iniziarono a lavorarvi negli anni 1840. Vennero creati dei giardini e per un certo periodo Windhoek prosperò, ma la guerra tra Nama ed Herero alla fine portò alla distruzione della città. Dopo una lunga assenza, Hahn visitò nuovamente Windhoek nel 1873 e rimase sgomento nel vedere che niente restava dell'antica prosperità della città. Nel giugno 1885, un botanico svizzero vi trovò solo sciacalli e faraone affamate tra alberi da frutto trascurati.
Nel 1878, i britannici si annetterono la Baia di Walvis e la incorporarono nella Colonia del Capo, ma il Regno Unito non era interessato a estendere la sua influenza all'interno dell'Africa. Una richiesta dei mercanti di Luderitzbucht risultò nella dichiarazione di un protettorato tedesco sull'Africa Tedesca del Sud-Ovest nel 1884. La colonia tedesca venne posta in essere con la determinazione dei suoi confini nel 1890 e la Germania inviò un corpo di protezione, chiamato Schutztruppe, agli ordini del Maggiore Curt von François, per mantenervi l'ordine. Von François posizionò la sua guarnigione a Windhoek, situata strategicamente come cuscinetto tra Nama ed Herero, mentre le dodici sorgenti fornivano acqua per le coltivazioni.

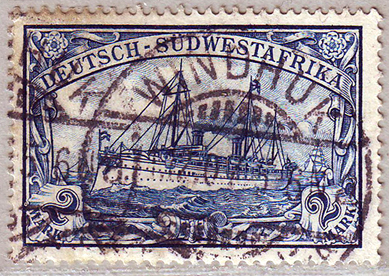
Francobollo dell'Africa Tedesca del Sud-Ovest col timbro postale di Windhuk

L'odierna Windhoek venne fondata il 18 ottobre 1890, quando Von François posò la prima pietra del forte che viene oggi chiamato Alte Feste (Vecchia Fortezza). Nei quattordici anni seguenti Windhoek si sviluppò lentamente, e vennero eretti solo gli edifici governativi e privati ritenuti essenziali. A Klein-Windhoek, degli appezzamenti vennero allocati ai coloni, che iniziarono coltivazioni in piccola scala di frutta e tabacco e l'allevamento di bovini.
Dopo il 1907, lo sviluppo accelerò grazie a immigranti dal resto del paese e anche dal di fuori. Ci fu anche un grosso afflusso di coloni occidentali provenienti da Germania e Sudafrica. Aree commerciali vennero erette lungo la Kaiser Strasse, l'odierna Independence Avenue, e lungo la catena montuosa che domina la città con i suoi tre attraenti castelli.
L'era coloniale tedesca giunse alla fine durante la prima guerra mondiale, quando le truppe sudafricane, nel maggio 1915, occuparono Windhoek per conto dei britannici. Nei cinque anni seguenti un governo militare amministrò la Namibia. Lo sviluppo di Windhoek e del paese in generale giunse ad un punto d'arresto. Dopo la II guerra mondiale lo sviluppo di Windhoek riprese velocità, mentre sempre più denaro diventava disponibile per migliorare il clima economico. Dopo il 1955 vennero intrapresi grandi progetti pubblici, come la costruzione di nuove scuole e ospedali, l'asfaltatura delle strade cittadine (iniziata nel 1928), e la costruzione di dighe e condutture per stabilizzare finalmente l'approvvigionamento di acqua.
Con l'indipendenza della Namibia dal vecchio regime coloniale sudafricano dell'apartheid, nel 1990, la città sperimentò un nuovo vento di cambiamenti che portò ad una crescita e sviluppo accelerati. Windhoek divenne sede del primo governo democraticamente eletto della Repubblica di Namibia, guidato dal presidente Sam Nujoma. Windhoek è gemellata con Trossingen (Germania).

## Infrastrutture e trasporti
Nel 1928 la Kaiser Strasse (l'odierna Independence Avenue), fu la prima strada pavimentata di Windhoek. Dieci anni dopo toccò a Gobabis road, oggi Sam Nujoma Drive. Oggi la gran parte degli oltre 500 km di rete stradale della città è asfaltata.
Le tre principali vie di accesso a Windhoek: da Rehoboth, Gobabis e Okahandja, sono asfaltate e progettate per sopportare il massimo del traffico atteso nei prossimi 50 anni. Le strade sono progettate per reggere un traffico che viaggia a 120 km/h e dovrebbero durare 20 anni.
Windhoek ha due aeroporti: l'aeroporto Eros, nella periferia, per gli apparecchi più piccoli, e l'aeroporto internazionale Windhoek Hosea Kutako 45 km ad est della città. Diverse linee aeree estere operano voli da e per Windhoek. Voli charter e noleggi di elicotteri e aerei sono disponibili.
Windhoek è servita anche da linee di autobus pubblici che attraversano la città.

### Aeroporto Internazionale di Windhoek (WDH)
L'aeroporto di Windhoek-Hosea Kutako, situato a circa 45 chilometri dalla città, gestisce oltre 680.000 passeggeri all'anno. Dispone di due piste, una per gli aerei di linea e l'altra, breve, per i velivoli di piccole dimensioni. È connesso direttamente con voli giornalieri all'aeroporto di Francoforte. È inoltre collegato, sempre in modo diretto, con l'Aeroporto di Monaco di Baviera. Giornalmente è collegato con Johannesburg, che è a sole due ore di volo. Da lì è possibile collegarsi ad oltre 50 città. South African Airways, LTU International, e Air Namibia hanno tutte voli giornalieri per l'Aeroporto Internazionale di Windhoek, mentre la TAAG Angola Airlines effettua collegamenti bi-settimanali con Luanda.

### Aeroporto Eros
Eros è l'aeroporto più trafficato della Namibia in termini di decolli e atterraggi. Questo aeroporto cittadino gestisce circa 12.000 voli all'anno, in maggioranza di piccoli velivoli. Limiti quali la lunghezza della pista, il rumore e la congestione dello spazio aereo, hanno impedito all'Aeroporto Eros di accrescere le sue dimensioni. La maggioranza degli operatori di voli charter della Namibia hanno l'Eros come base operativa.

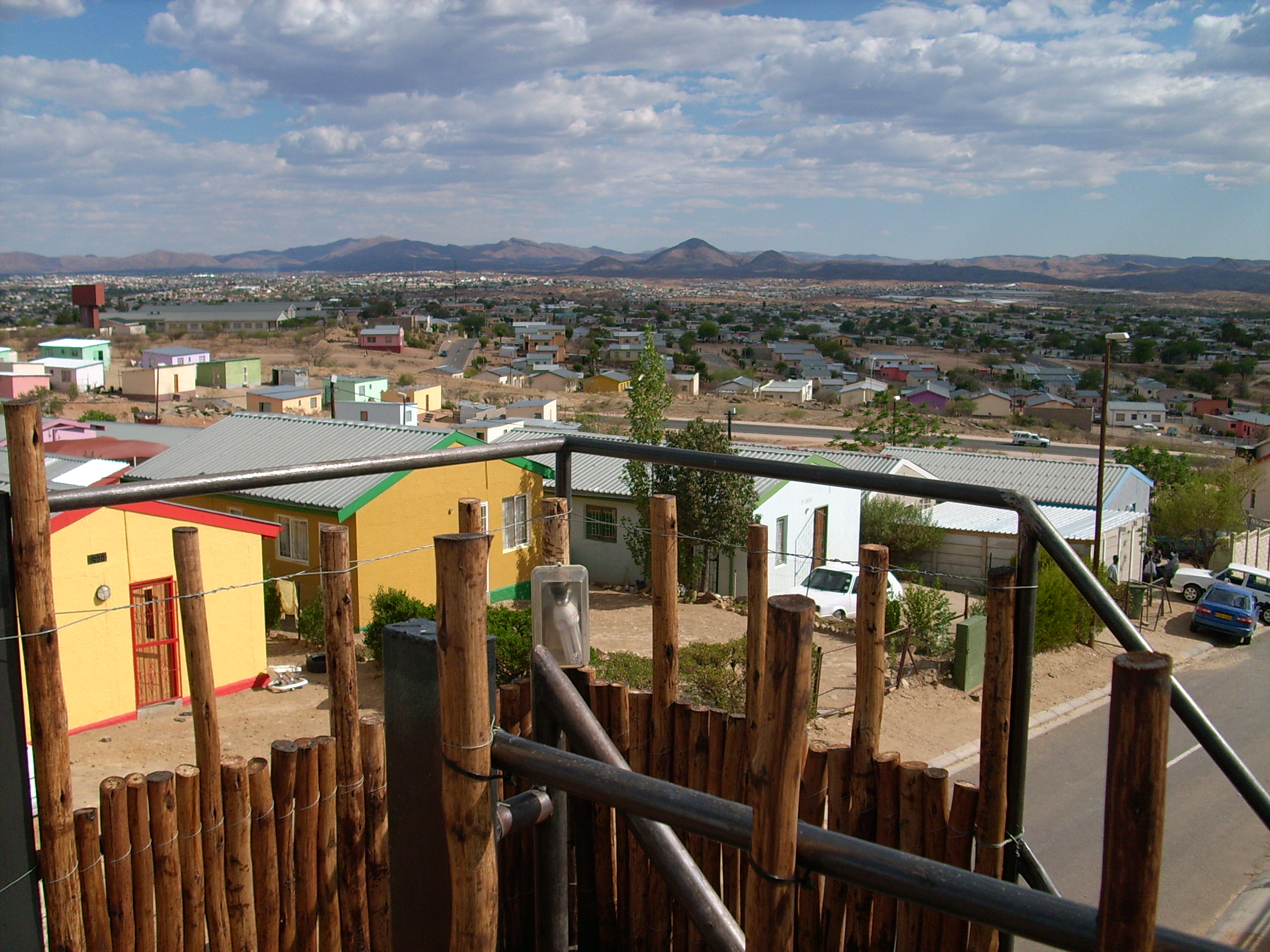
Katutura 2007

## Geografia fisica

### Clima

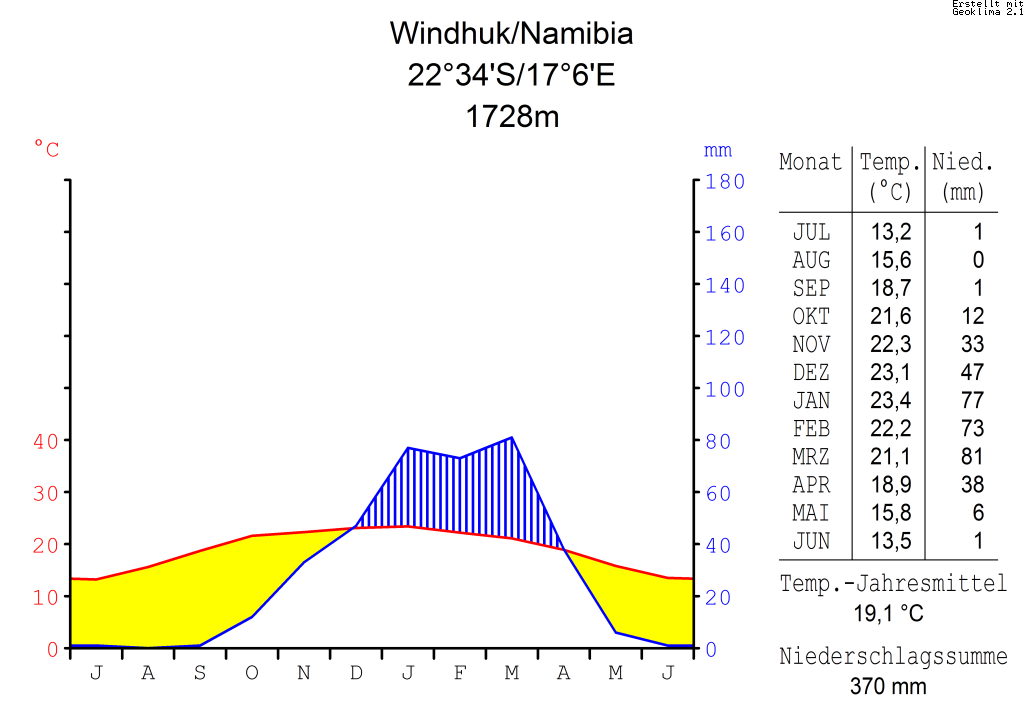
Diagramma delle temperature annuali

Windhoek è situata in una regione climatica semi-desertica. Le giornate sono prevalentemente calde, con giornate molto calde durante i mesi estivi, e una forte escursione termica fra la notte e il giorno.
Nei mesi invernali di giugno, luglio e agosto le temperature minime variano tra i 5 °C e i 18 °C. Le notti sono solitamente fredde, ma è raro che la temperatura scenda sotto lo zero. La neve è un fenomeno quasi del tutto assente.

## Monumenti e luoghi d'interesse
L'edificio più caratteristico e storico di Windhoek è la chiesa luterana Christuskirche. Progettata da Gottlieb Redecker all'inizio del XX secolo, questa chiesa presenta una inedita ibridazione fra il neogotico e l'art nouveau. I muri sono stati realizzati con una qualità di pietra saponaria tipica della zona. L'altare è decorato con una Resurrezione di Lazzaro copia di un celebre lavoro di Rubens. Di fronte alla chiesa si trovava sino al 2009 il cosiddetto Reiterdenkmal, un monumento ai soldati delle Schutztruppe caduti durante le guerre herero, sostituito nel 2014 da un monumento con la statua del padre della patria che alza nella mano destra la costituzione. Sono opera di Redecker anche altri edifici istituzionali dell'epoca coloniale, come il Palazzo del Parlamento.
Altro importante edificio di culto è la cattedrale cattolica di Santa Maria, sede dell'arcidiocesi di Windhoek.
Il monumento di maggior rilievo storico è l'Alte Feste, l'antico fortino tedesco. Gli altri edifici interessanti, coloniali e moderni, si trovano quasi tutti nel centro, che si snoda intorno alla via principale di Independence Ave. Nel quartiere centrale di Post Street Mall sono in esposizione permanente una collezione di meteoriti Gibeon, trovati nella Namibia settentrionale nel 1836.
Appena fuori dalla città si trova un monumento chiamato Heroes Acre, in cui molti vedono anche il ritratto dell'ex presidente Sam Nujoma.

## Amministrazione

### Gemellaggi
- Shanghai, dal 1996
- Richmond (Virginia), dal 1998
- Berlino, dal 2000
- Brema, dal 2000
- Douala, dal 2000

## Sport
La società di calcio locale è lo Sport Klub Windhoek.